# 永世公主
永世公主（?—?），中国南北朝陈朝公主，陈武帝之女。

## 生平
永世公主嫁给了钱蒇，生子钱岊。在陈朝建立前，她已经去世。陈武帝陈霸先登基称帝后，她被追封为新安公主。南陈朝廷想要追封钱蒇为驸马。袁枢援引书梁朝王茂璋（娶长城公主）和晋朝杜预（娶高陆公主）的例子，认为公主已死，不宜再封驸马。

## 家族

### 夫
- 钱蒇，梁朝陈留郡太守

### 子
- 钱岊，在梁朝时去世

## 传记资料
- 《陈書 卷十七 列传第十一》